# Nádasdy László (erdélyi alvajda)

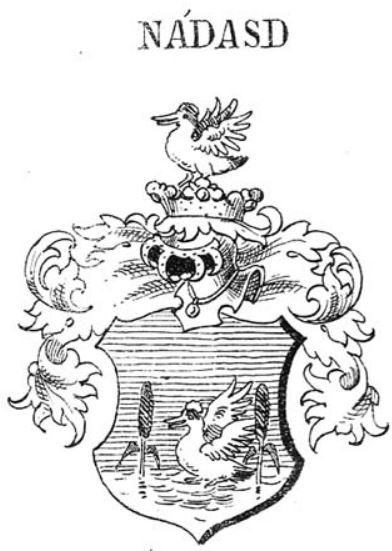
A Nádasdy család címere

Nádasdy László (fl. 1435–1482), erdélyi alvajda 1465 és 1467 között, Vas vármegye alispánja 1470 és 1471 között, kaposújvári várnagy, földbirtokos. 

## Élete
A jómódú Dunántúli nemesi származású nádasdi Nádasdy családnak a sarja. Apja Nádasdy Gáspár (fl. 1412–1435), földbirtokos, anyja Serényi Erzsébet. Az apai nagyszülei Nádasdy András (fl. 1389–1423), Zala vármegye alispánja 1402-ben, földbirtokos valamint a Győr nemzetségbeli Óvári Jakab fia, Miklós (fl. 1339) földbirtokosnak az ismeretlen nevű lánya voltak. Óvári Miklósnak a szülei Óvári Konrád fia, Jakab (fl. 1298) mester, földbirtokos és az Kán nemzetségbeli Siklósi Erzsébet (fl. 1339) asszony voltak. Apjának az elsőfokú unokatestvére nádasdi Darabos György (fl. 1443–1460) a szentgotthárdi ciszterciek apátja, akinek az anyja Nádasdy Margit, nádasdi Darabos Jánosnak (fl. 1425–1437) a hitvese volt.
Fiatal korában Nádasdy László jelesen katonáskodott. 1458-ban németújvári várnagy. 1460-ban a zalamegyei származású laki Kaczor Péter (fl. 1436–1474) mellett debreceni királyi hivatalnokként szolgált; Mátyás magyar király a Debrecen városához tartozó erdőket a Hortobagy folyón lévő révvel együtt tetszés szerinti időre nekik adta megőrzésre és ”pro honore”. 1462. augusztus 5-én Mátyás király a dikátoroknak, a Kamara haszna (lucrum camere), a nyestbőradó (mardurina) és minden más jövedelem beszedőjének, Zala és Vas és minden más illetékes megyének értesítette írásban, hogy Nádasdy Lászlónak Hunyadi János kormányzónak, V. László királynak és neki tett sok szolgálatai jutalmazásképen az ő és Nádasdy Ozsvát Zala, Vas és más magyarországi és szlavóniai megyékben levő birtokait felmentette a lucrum camere, mardurina és minden más adó fizetése alól. A kiváltság Nádasdy László és Ozsvát életének idejére érvényes.
A jómódú és befolyásos Vas vármegyei földbirtokos monyókeréki Ellerbach Bertold hűséges familiárisa. Amikor Ellerbach került Erdélybe a vajdai méltóságot betölteni mellette Nádasdy László erdélyi alvajda lett 1465 és 1467 között idősebb Vizaknai Miklós alvajdával együtt. Ellerbach Bertold hamarosan visszatért Vas megyébe és ezzel Nádasdy László is lelépett az erdélyi méltóságról. 1470-ben és 1472-ben Vas vármegye alispánja volt Ellerbach Bertold vasi főispán mellett. Nádasdy László élete során gyarapította a Vas vármegyei birtokállományát; 1471. szeptember 18-án Mátyás magyar király újabb földbirtokadományban részesítette Nádasdy Lászlót és apósát Sankfalvy Istvánt, a Vas megyei Paty és Rádoc földbirtokokra. Élete végére 1482-ben kaposújvári várnagyként szolgált.

## Házassága és leszármazottjai

A Sánkfalvy család címere

Feleségül vette a dunántúli nemesi származású Sánkfalvy Katalin (fl. 1467–1477) kisasszonyt, akinek az apja Sánkfalvy István (fl. 1455–1471), földbirtokos volt. Sánkfalvy István 1455. október 18-án V. László magyar királytól szerzett adományban családi címert testvérével Bertalannal, atyafiaival Heős Miklóssal és Sánkfalvy Dénessel együtt. Nádasdy László és Sánkfalvy Katalin frigyéből született:
- Nádasdy Ferenc (fl. 1492–1541), Nagykanizsa várkapitánya, földbirtokos. 1.f.: a szenterzsébeti Terjék család sarja szenterzsébeti Terjék Orsolya. 2.f.: véssei Véssey Orsolya. Nádasdy Ferenc és Terjék Orsolya fia: báró Nádasdy Tamás (1498–1562), a Magyar Királyság nádora, földbirtokos.
- Nádasdy Tamás.
- Nádasdy László (fl. 1492-1526), földbirtokos. Neje: Borhidai Ebresi Ilona (fl. 1496-1518). Nádasdy László és Ebresi Ilona unokája: Nádasdy Tamás (fl. 1586–1619), Vas vármegye alispánja, országgyűlési követe 1597-ben, földbirtokos.